# Hydraena chiapa
Hydraena chiapa är en skalbaggsart som beskrevs av Perkins 1980. Hydraena chiapa ingår i släktet Hydraena och familjen vattenbrynsbaggar. Inga underarter finns listade i Catalogue of Life.